# Ligne de Pyrgos à Katakolon
La ligne de Pýrgos à Katákolo (grec moderne : γραμμή Πύργου - Κατακώλου) est une ligne ferroviaire secondaire grecque à voie unique et à écartement métrique reliant la ville de Pýrgos au village maritime de Katákolo. Elle est située intégralement dans le district régional d'Élide, dans l'ouest du Péloponnèse.

## Histoire
La ligne ferroviaire de Pýrgos à Katákolo est la première ligne ferroviaire grecque à être construite en dehors de la région d'Attique et est aussi la seule ligne en Grèce dont la construction a été exclusivement financée par une commune, celle de Pýrgos. La nécessité de la construction s'est basée sur le besoin de relier la ville de Pýrgos, important centre commercial et agricole du district régional d'Élide, à son port, la commune de Katákolo (en grec: Κατάκωλο), afin de faciliter les exportations des produits agricoles et plus précisément les exportations de raisin sec.
En 1881, il est concédé à la municipalité de Pýrgos le droit de construction et d'exploitation de la ligne ferroviaire entre Pýrgos et Katákolo, pour une durée de 60 années. Les travaux de construction se sont lancés en octobre 1881 et se sont terminés 13 mois plus tard, en novembre 1882. L'exploitation commerciale de la ligne a commencé en février 1883 et en juin de la même année est fondée la Société Anonyme Chemins de fer de Pýrgos à Katákolo (grec moderne : Σιδηρόδρομος Πύργου - Κατακώλου / ΣΠYΚ ou SPYK). En 1890 la société est rachetée par la « Société des Chemins de fer Méridionaux » (Εταιρεία Μεσηβρινών Σιδηροδρόμων / ΕΜΣ ou EMS) qui exploitait aussi la ligne de Corinthe à Kalamata. Cependant en 1892 la crise financière ayant frappé l'EMS et la crise dans le commerce du raisin sec en 1892 ont restreint à un degré important le trafic de marchandises sur la ligne. La petite société est resté dans une situation fluide jusqu'en 1951 quand elle a été absorbée par les Chemins de fer du Pirée et Athènes au Peloponnèse (en) (Σιδηρόδρομοι Πειραιώς - Αθηνών - Πελοποννήσου / ΣΠΑΠ ou SPAP) lesquels à leur tour ont été absorbés par les Chemins de fer de l'État grec (Σιδηρόδρομοι Ελληνικού Κράτους / ΣΕΚ ou SEK) prédécesseur de l'Organisme des chemins de fer de Grèce (Οργανισμός Σιδηροδρόμων Ελλάδος / ΟΣΕ ou OSE) qui exploite depuis la ligne.
Chronologie :
- 3 octobre 1882 : Début des travaux[1]
- 8 novembre 1882 : Fin des travaux - début des marches à blanc[1]
- Février 1883 : Début d'exploitation commerciale[1]
- 1951 : Le SPYK est incorporé au SPAP[1]
- 28 octobre 1998 : Fermeture de la ligne en raison de sa vétusté[2]
- 27 avril 2007 : Fin des travaux - début des marches à blanc[1]
- 15 juin 2007 : Réouverture de la ligne au trafic voyageurs[1]
- 1er janvier 2012 : Suppression du service les dimanches et les jours fériés

## Exploitation

### Circulations
En ce qui concerne l'exploitation de la ligne, avant la Seconde Guerre mondiale le trafic voyageurs était de quatre pairs de trains circulant entre Pýrgos et Katákolo. À partir des années 1970 et jusqu'à la suppression provisoire du trafic en 1998. En raison de la concurrence par l'apparition de voitures privées et d'autobus publics, la ligne voit circuler seulement un pair des trains durant la période hivernale et cinq pairs de trains durant l'été. 
La vitesse limite de la ligne s'élevait en 1981 à 50 km/h pour les autorails et à 30km/h pour les rames tractées et le voyage entre Pýrgos et Katákolo durait 25 minutes. Durant les années 1990 en raison de la dégradation de la ligne la vitesse limite ne dépassait plus pour toute sorte de matériel les 20km/h. Actuellement la vitesse limite de la ligne s'élève à 60km/h en raison de plusieurs passages à niveau la croisant.
En 2007 après la réouverture de la ligne y circulaient pendant toute l'année six à sept pairs de trains qui se sont progressivement réduits à un ou deux pairs.
Depuis le 1er janvier 2012 circule sur la ligne un pair de trains, du lundi au samedi sauf dimanches et jours fériés, partant respectivement de Pýrgos à 07 h 50 et de Katákolo à 09 h 00.

Entre le 6 et le 22 février 2012 la circulation sur la ligne a été interrompue à cause de dégâts importants sur la voie provoqués par les inondations ayant touché la région.

### Matériel roulant
En 1882, l'entreprise allemande Krauss a fourni le SPK de trois locomotives à vapeur qui verra son parc s'augmenter d'une quatrième locomotive en 1922 et enfin d'une cinquième en 1931. Au milieu des années 1950 les vieilles locomotives à vapeur et les vieilles voitures voyageurs du SPK ont été remplacées par ceux des SPAP. Durant la décennie de 1960 y ont été affectées des autorails diesel Uerdingen/MAN à une caisse et parfois des autorails diesel Linke Hoffman/MAN. Plus tard, à l'aube des années 1970, les autorails diesel italiens Breda monocaisses ont circulé sur la ligne. Pendant les années 1980, les vieux autorails à monocaisse ou bicaisses des séries 2101 et 4201 ont été remplacés définitivement par des trains composés d'une locomotive diesel de série 9401 tractant un, deux ou trois voitures voyageurs, parfois y ajoutant une voiture de marchandises. Cette composition a continué à circuler sur la ligne jusqu'à la fermeture provisoire de la ligne en 1998. Après la réouverture de la ligne sont affectés de nouveaux autorails articulés à deux caisses du type Stadler Railbus GTW 2/6. Il est à souligner qu'en raison de la vétusté de la ligne qui n'avait pas été révisée depuis sa construction, ni les locomotives ni les autorails lourds ne pouvaient y rouler jusqu'à son renouvellement,.